# NGC 2280
NGC 2280 је спирална галаксија у сазвежђу Велики пас која се налази на NGC листи објеката дубоког неба.
Деклинација објекта је - 27° 38' 20" а ректасцензија 6h 44m 48,9s. Привидна величина (магнитуда) објекта NGC 2280 износи 10,5 а фотографска магнитуда 11,2. Налази се на удаљености од 25,236 милиона парсека од Сунца. NGC 2280 је још познат и под ознакама ESO 427-2, MCG -5-16-20, UGCA 131, AM 0642-273, IRAS 06428-2735, PGC 19531.